# Richard A. Knaak
Richard A. Knaak (* 28. Mai 1961 in Chicago) ist US-amerikanischer Autor. Er schrieb u. a. die Welt der Drachenlanze-Romane. Bekannt wurde er auch als Autor der Geschichten hinter den Blizzard-Computerspielen Warcraft und Diablo.

## Leben
Richard Knaak war ursprünglich als Chemiestudent an der University of Illinois in Champaign-Urbana eingeschrieben, bevor er dort Rhetorik studierte und einen Bachelor-Titel erwarb. Seine ersten Werke wurden ab 1987 publiziert und in mehrere Sprachen übersetzt. Er selbst sagt, er fühle sich in seiner literarischen Tätigkeit durch die Bücher der Autoren Andre Norton, Roger Zelazny, Arthur Conan Doyle und Edgar Rice Burroughs inspiriert und beeinflusst.

## Werke (deutschsprachige Übersetzungen)

### Diablo
- Legacy of Blood, Pocket Books 2001, ISBN 0-671-04155-X
  - Das Vermächtnis des Blutes, Panini 2003, Übersetzer Ralph Sander, ISBN 3-89748-703-9
- The Kingdom of Shadow, Pocket Books 2002, ISBN 0-7434-2692-4
  - Das Königreich der Schatten, Panini 2003, Übersetzer Ralph Sander, ISBN 3-8332-1042-7
- Moon of the Spider, Pocket Star Books 2002, ISBN 0-7434-7132-6
  - Der Mond der Spinne, Panini 2003, Übersetzer Ralph Sander, ISBN 3-8332-1091-5

#### Der Sündenkrieg (The Sin War)
- Birthright, Pocket Star Books 2006, ISBN 0-7434-7122-9
  - Geburtsrecht, Panini 2007, Übersetzer Ralph Sander, ISBN 978-3-8332-1553-7
- Scales of the Serpent, Pocket Star Books 2007, ISBN 0-7434-7123-7
  - Die Schuppen der Schlange, Panini 2007, Übersetzer Ralph Sander, ISBN 978-3-8332-1564-3
- The Veiled Prophet, Pocket Star Books 2007, ISBN 0-7434-7124-5
  - Der verhüllte Prophet, Panini 2008, Übersetzer Ralph Sander, ISBN 978-3-8332-1713-5

### Warcraft
- Day of the Dragon, Pocket Books 2001, ISBN 0-671-04152-5
  - Der Tag des Drachen, Panini 2003, Übersetzerin Claudia Kern, ISBN 3-89748-700-4

#### Krieg der Ahnen
- The Well of Eternity, Pocket Books 2004, ISBN 0-7434-7119-9
  - Die Quelle der Ewigkeit, Panini 2005, Übersetzerin Claudia Kern, ISBN 3-8332-1092-3
- The Demon Soul, Pocket Star Books 2004, ISBN 0-7434-7120-2
  - Die Dämonenseele, Panini 2005, Übersetzerin Claudia Kern, ISBN 3-8332-1205-5
- The Sundering, Pocket Star Books 2005, ISBN 0-7434-7121-0
  - Das Erwachen, Panini 2005, Übersetzerin Claudia Kern, ISBN 3-8332-1202-0

#### World of Warcraft
- Night of the Dragon, Pocket Books 2008, ISBN 978-0-7434-7137-4
  - Die Nacht des Drachen, Panini 2009, Übersetzer Mick Schnelle, ISBN 978-3-8332-1792-0
- Stormrage, Gallery Books 2010, ISBN 978-1-4165-5087-7
  - Sturmgrimm, Panini 2010, Übersetzer Mick Schnelle, ISBN 978-3-8332-2055-5
- Wolfheart, Gallery Books 2011, ISBN 978-1-4516-0575-4
  - Wolfsherz, Panini 2010, Übersetzer Mick Schnelle, ISBN 978-3-8332-2233-7
- Dawn of the Aspects, Gallery Books 2011, ISBN 978-1-4767-6137-4
  - Der Untergang der Aspekte, Panini 2014, Übersetzer Tobias Toneguzzo und Andreas Kasprzak, ISBN 978-3-8332-2859-9
- Mage , Blizzard Entertainment 2020, ISBN 978-1-945683-62-6

### Drachenlanze (Dragonlance)
- The Legend of Huma, TSR 1988, ISBN 0-88038-548-0
  - Die Legende von Huma, Panini 2006, ISBN 3-8332-1356-6